# Großes Sängerlexikon
 (octobre 2023).
Si vous disposez d'ouvrages ou d'articles de référence ou si vous connaissez des sites web de qualité traitant du thème abordé ici, merci de compléter l'article en donnant les références utiles à sa vérifiabilité et en les liant à la section « Notes et références ».
Le Großes Sängerlexikon (Grand Dictionnaire biographique des chanteurs) est un dictionnaire spécialisé de langue allemande répertoriant les chanteurs de musique classique. Il est édité par Karl-Josef Kutsch  et Leo Riemens (en). Il a commencé avec le Unvergängliche Stimmen. Kleines Sängerlexikon (Voix immortelles, petit lexique des chanteurs), publié en 1962. La quatrième édition du Großes Sängerlexikon a été publiée en 2003. Cet ouvrage est considéré comme le dictionnaire le plus détaillé au monde dans le domaine du chant.
Le dictionnaire contient dans sa quatrième édition 5 371 pages et 18 760 biographies de chanteurs du XVIe siècle à l'époque contemporaine. Les articles fournissent habituellement le nom, la tessiture, des éléments de biographie (naissance, décès, famille, formation), les lieux où se produisent les chanteurs et le développement du répertoire, les dates de composition et de première mondiale pour de nombreux opéras et opérettes. La troisième édition est également apparue sous forme de CD-ROM. La quatrième édition est livrée avec un livre numérique.

## Éditions
Unvergängliche Stimmen. Kleines Sängerlexikon
- 1re édition. Francke, Berne et Munich 1962, 429 p.
- 2e édition, révisée et complétée. Francke, Berne et Munich 1966, 555 p.

Unvergängliche Stimmen. Sängerlexikon
- 1re édition:
  - Volume principal (Hauptband). Francke, Berne et Munich 1975,  (ISBN 3-7720-1145-4), 731 p.
  - Volume supplémentaire (Ergänzungs-Band). Francke, Berne et Munich 1979,  (ISBN 3-7720-1437-2), 263 p.
- 2e édition, révisée et mise à jour. Francke, Berne et Munich 1982,  (ISBN 3-7720-1555-7), 782 p.

Großes Sängerlexikon
- 1re édition :
  - 2 volumes principaux, (A–L; M–Z). Saur, Berne 1987,  (ISBN 3-317-01638-8), 3 452 p.
  - Volume supplémentaire 1. Saur, Berne 1991,  (ISBN 3-317-01763-5), 2 002 p.
  - Volume supplémentaire 2. Saur, Berne 1994,  (ISBN 3-907820-69-X), 1 598 p.

- 2e édition, inchangée
  - Kartonierte Ausgabe. Saur, Berne 1993,  (ISBN 3-907820-70-3)

- 3e édition, mise à jour:
  - 5 volumes principaux (Aarden–Davis; Davislim–Hiolski; Hirata–Möves; Moffo–Seidel; Seidemann–Zysset). Saur, Berne et Munich 1997,  (ISBN 3-598-11598-9) (geb.) bzw.  (ISBN 3-598-11419-2) (cartonnés, 1999), 3 980 p.
  - Volume 6, suppléments. Saur, Munich 2000,  (ISBN 3-598-11418-4), 679 p.
  - CD-ROM des volumes 1–6 (= Digitale Bibliothek vol. 33). Directmedia, Berlin 2000,  (ISBN 3-89853-133-3). Aussi: Directmedia, Berlin 2004,  (ISBN 3-89853-433-2)
  - Volume 7. suppléments 2. Saur, Munich 2002,  (ISBN 3-598-11453-2), 634 p.

- 4e édition, révisée et mise à jour
  - 7 volumes (Aarden–Castles; Castori–Frampoli; Franc–Kaidanoff; Kainz–Menkes; Menni–Rappold; Rasa–Sutton; Suvanny–Zysset). Imprimé et E-Book. Saur, Munich 2003,  (ISBN 978-3-598-44088-5) (aussi De Gruyter, Berlin,  (ISBN 978-3-11-915958-6)), LIX, 5 371 p.

## Source
- (en) Cet article est partiellement ou en totalité issu de l’article de Wikipédia en anglais intitulé « Großes Sängerlexikon » (voir la liste des auteurs).